# Оккупация
Оккупа́ция (от лат. occupatio — «захват, занятие») в общем случае — занятие вооружёнными силами государства не принадлежащей ему территории, не сопровождающееся обретением суверенитета над ней и осуществляющееся в отсутствие на то воли государства, обладающего суверенитетом над данной территорией, обычно временное. Оккупацию следует отличать от аннексии, — акта присоединения государством всей или части чужой территории в одностороннем порядке.

## Признаки оккупации
В настоящее время среди авторитетных источников нет консенсуса в определении исчерпывающего перечня значимых критериев, по которым можно было бы однозначно определить соответствие конкретного случая понятию оккупации. Различные источники называют следующие признаки оккупации:
- Временность миссии, непостоянный статус — выделяется почти всеми отечественными[уточнить] источниками[2][3][4][5][6][7] (кроме «Толкового словаря русского языка» Ушакова[8]), но не зарубежными[9][уточнить]. При этом рамки временности, чёткие критерии её отличия от постоянности в определениях не задаются.
- Обязательное наличие государства-жертвы, администрации оккупируемой территории как стороны в отношениях — выделяется некоторыми отечественными и зарубежными источниками (Словарь «Война и мир»[3], Глоссарий.ру[4] и др.). Остальные источники ограничиваются менее чёткими формулировками «страна», «народ», «территория», «противник» и т. д.
- Обязательное нахождение в состоянии войны де-юре или де-факто, насильственный характер вторжения вооружённых сил оккупирующей стороны — выделяется Глоссарием.ру[4] и «Большим юридическим словарём»[7]. В то же время ЭСБЕ[5] и БСЭ[6] подразделяют оккупацию на военную и послевоенную, отмечая особые условия пребывания армии оккупирующей страны в каждом случае. Кроме того, зарубежные источники усматривают два вида оккупации — неприятельскую, вражескую (англ. belligerent occupation) и невраждебную (англ. non-belligerent occupation)[10], либо не упоминают о конфликте сторон вовсе[9], а ЭСБЕ выделяет оккупацию в условиях невоенного времени.
- Обязательное принятие на себя функций управления, установление своей администрации на оккупированной территории — выделяется небольшой частью источников (БСЭ[6], American Heritage Dictionary[9]). Большинство их ограничивается констатацией факта контроля вооружённых сил над оккупированной территорией и/или населением без уточнения, в каких именно формах, на основании чего он должен осуществляться и насколько значимым быть.
- Обязательное соответствие нормам международного права — выделяется частью российских источников, кроме Глоссария.ру[4], словарей Ожегова[2] и Ушакова[8]. В противном случае, отмечается в российских источниках, оккупация становится одной из форм агрессии и влечёт наступление международно-правовой ответственности для её инициатора.
- Международное признание — существует мнение, что главным критерием наличия или отсутствия оккупационного статуса территории является признание мирового сообщества. С этой точки зрения, оккупацией считается любая аннексия, не признанная мировым сообществом[11].
- Помимо этого в отдельных случаях выделяются и особые признаки. Например, «Большой юридический словарь» считает обязательным мандат Совета Безопасности ООН[7][привести цитату? 495 дней].

## Виды оккупации
Исходя из изложенного, можно заключить, что оккупация во всех случаях производится с помощью военной силы и имеет несколько видов:
- оккупация в состоянии войны, военная, неприятельская оккупация
- послевоенная оккупация во исполнение условий мирных соглашений
- мирная (не связанная с войной) оккупация (англ. non-belligerent[10]), оккупация в условиях мирного времени

### Оккупация в состоянии войны

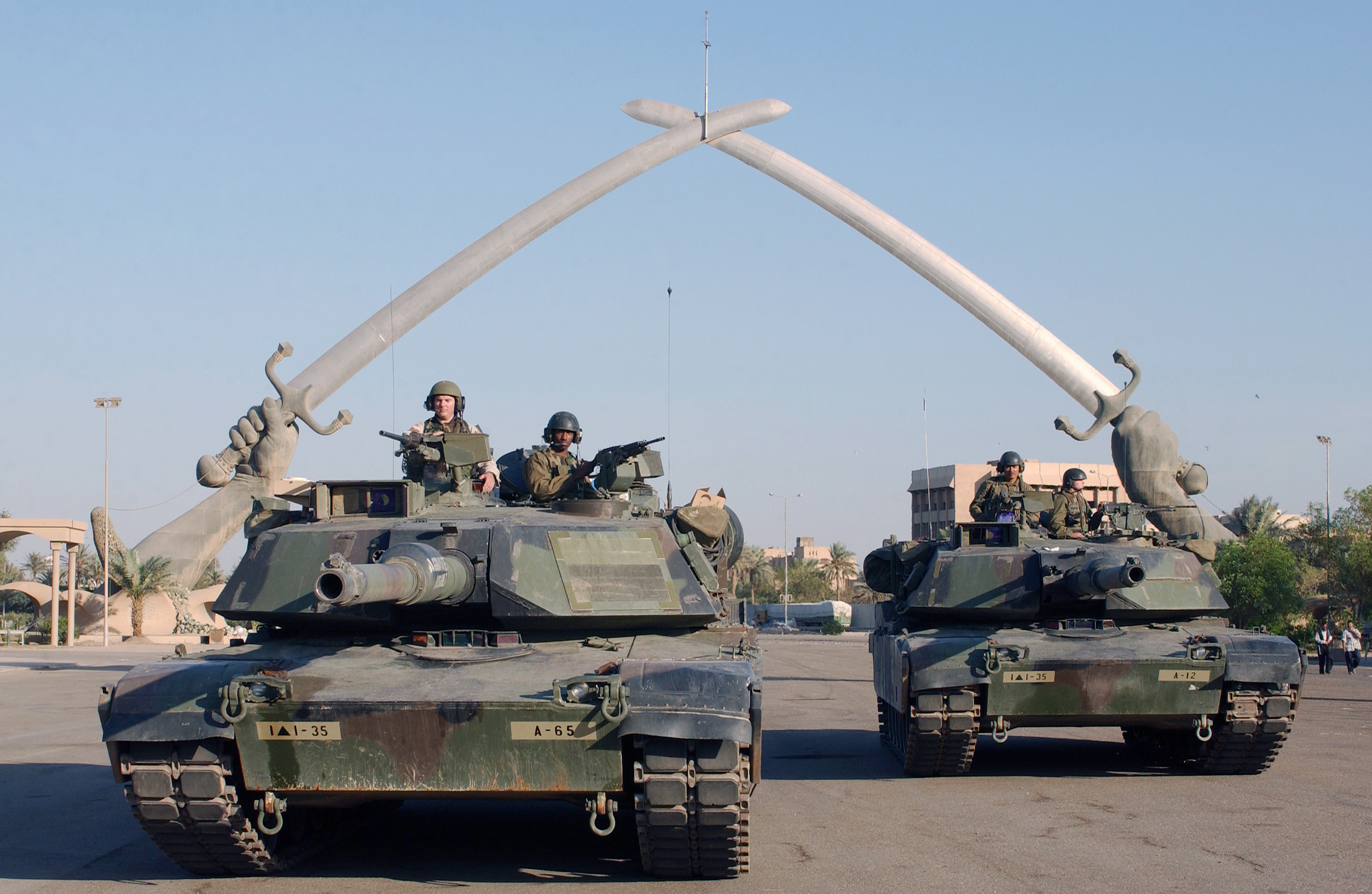
Американские войска в Ираке во время оккупации этой страны

Режим и правовые нормы военной оккупации определены специальными международными соглашениями, принятыми на IV Гаагской конференции 1907 года, а также Женевскими конвенциями 1949 года и протоколами к ним от 1977 года. Согласно этим международным документам военная оккупация является временным занятием вооружёнными силами одного государства территории другого государства с принятием на себя важнейших функций управления. Такая территория считается оккупированной, если фактическая власть на ней перешла в руки вражеской армии. Оккупирующее государство обязано уважать права человека, исключать депортации и массовые экзекуции населения. Оккупационная армия имеет право изымать деньги, казну и другие госактивы, но частная собственность, а также имущество общин, религиозных, художественных, образовательных, научных и благотворительных учреждений должна быть неприкосновенна. Вооружённое сопротивление при всём этом не является определяющим статус фактором. Женевские конвенции 1949 года (ст. 2) гласят: «Конвенция будет применяться также во всех случаях оккупации всей или части территории Высокой Договаривающейся Стороны, даже если эта оккупация не встретит никакого вооружённого сопротивления». Примером оккупации в состоянии войны (которая во многом и вызвала необходимость совершенствования международных конвенций) можно считать немецко-фашистскую оккупацию территории СССР и остальной Европы в 1939—1945 годах.

### Послевоенная оккупация

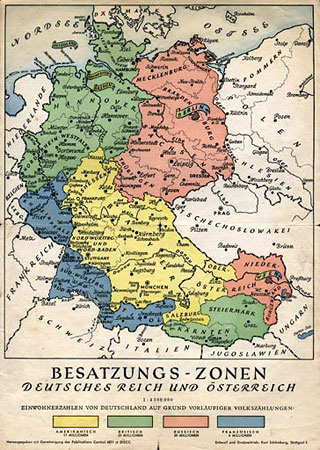
Послевоенная оккупация Германии и Австрии союзниками (1945) (жёлтый: американская зона; зелёный: британская зона; красный: советская зона; синий: французская зона)

Режим и правовые нормы послевоенной оккупации устанавливаются, как правило, специальными международными соглашениями заинтересованных государств конкретно для данной страны/территории в целях выполнения условий мирного договора — например, в случае наложения контрибуций. Примером подобных оккупаций является принятая на Ялтинской и Потсдамской конференциях великих держав система послевоенных оккупационных зон в Германии и Австрии в 1945—1949 годах. Кроме того, ЭСБЕ отмечает, что вне военного времени оккупация может происходить с целью угрозы или репрессалия, чтобы принудить другое государство к требуемому действию. Примеры подобных репрессалий — франко-бельгийская оккупация Рурского региона, где добывалось 72 % угля и производилось более 50 % чугуна и стали Германии, в 1923—1925 годах в ответ на невыполнение последней своих репарационных обязательств, или оккупация Ирака вооружёнными силами США в ходе операции «Иракская свобода» в 2003 году.

### Оккупация в мирное время
Режим и правовые нормы невраждебной (англ. non-belligerent) оккупации в условиях мирного времени, как и в случае с послевоенной, устанавливаются особыми межгосударственными соглашениями. Однако до сих пор не существует общепринятого взгляда на то, достаточно ли для зачисления в эту категорию двусторонних договоров между властями государства-оккупанта и оккупируемого государства либо обязательным условием является верификация и признание подобных соглашений или прямой мандат от международного сообщества, его наднациональных структур (Лиги Наций, ООН).
Ярким случаем проявления такой двойственности является отношение к вводу советских войск в Прибалтику в 1939—1940 годах. Большинство западных историков и политологов, а также ряд российских характеризуют процесс присоединения как оккупацию с последующей аннексией. Учёные считают, что соглашения с СССР 1939—1940 годов были подписаны в условиях военной угрозы. Согласно официальной российской трактовке, ввод советских войск нельзя называть оккупацией, поскольку решение о вхождении прибалтийских стран в состав СССР в 1940 году было оформлено юридически корректно и ввод войск был осуществлён в соответствии с заключёнными договорами.
К невраждебным (англ. non-belligerent) оккупациям обычно относят и многочисленные миротворческие миссии войск ООН, НАТО, ОДКБ и иных организаций, если на такие миссии существует мандат ООН — соответствующие официальные решения её Генеральной Ассамблеи и/или Совета Безопасности.
Немаловажен и вопрос о допустимой степени вмешательства (или невмешательства) оккупационных сил в процесс отправления политической власти на территории. Если в ходе послевоенной оккупации территорий бывшего Третьего рейха были образованы и эффективно действовали административные органы стран-союзниц, то существует, например, и ряд случаев, когда полнота власти оставалась в ведении прежних режимов, а вводу войск предшествовало его надлежащее оформление по двусторонним соглашениям — это оккупация войсками США территории Исландии в 1941—1945 годах. Однозначная квалификация подобных случаев также может быть предметом дискуссий.

## Прекращение оккупации
Статья 42 Гаагской конвенции гласит, что «территория считается оккупированной, когда она фактически находится под властью неприятельской армии. Оккупация распространяется только на территорию, где такая власть установлена и может осуществляться». Спорным является вопрос прекращения оккупации, поскольку признаки её прекращения, в отличие от признаков её возникновения и осуществления, не прописаны детально в правовых документах. Традиционно считалось, что «оккупация заканчивается, когда оккупант покидает территорию или вытесняется с неё». Однако, по мнению ряда специалистов, вывод наземных оккупационных сил не является единственным критерием окончания оккупации и средства контроля, определяющие наличие оккупации, не обязательно включают в себя исключительно наземное присутствие. Спор по данной трактовке возник в отношении вывода израильских войск из сектора Газа в 2005 году при сохранении контроля за большей частью сухопутной границы и полного контроля за морским и воздушным пространством.